# マリネスプロテイン
マリネスプロテイン（MARINESS PROTEIN）は、フィットネスインストラクターの竹脇まりなが監修するプロテイン製品。MARINESS株式会社が展開する宅トレブランド「mariness（マリネス）」の主力製品であり、P2C Studio（UUUMグループ）との協働により、2021年より販売されている。

## 概要
製品はホエイとソイのダブルプロテインを採用し、1食あたり1日分のビタミン11種類とミネラル10種類、約100億個（23種）の乳酸菌・ビフィズス菌などを配合する点を特徴とする。原材料方針として、グルテン・砂糖・保存料の不使用が示されている（商品ページ）ほか、発売当初の告知では人工甘味料・人工着色料も含む「5つの不使用」としていた（広報資料）。

## 沿革
2021年12月8日 – 公式ECで販売開始。発売時のフレーバーはリッチチョコレート、バナナ、苺ミルク、ロイヤルミルクティー。
2022年1月7日 – 販売開始から2時間で販売数1万個を突破と発表。
2023年 – 日経トレンディ2023年9月号「健康ヒット商品」企画でジャンル別ヒット商品に選出。
2024年4月18日 – ブランドリニューアルを実施し、配合表示やフレーバー展開を更新（コーヒーフレーバー追加等）。
2025年1月31日発表 – 「楽天ショップ・オブ・ザ・イヤー2024」でダイエット・健康ジャンル賞を受賞と公表。

## 製品

### ライン構成
ダイエットライン – ホエイ/ソイを1:1で配合し、ビタミン・ミネラル・乳酸菌等を加えた基本ライン。
ビューティーライン – ソイたんぱくを主とし、美容訴求の成分（コラーゲンペプチド、ヒアルロン酸、セラミド等）を配合。

### 主なフレーバー
（ダイエットライン）リッチチョコレート／苺ミルク／黒ごまきな粉／コーヒー／バナナ／ブルーベリーヨーグルト
（ビューティーライン）苺ミルク／ロイヤルミルクティー／抹茶ラテ

### 配合・仕様（例示）
ダブルプロテイン（ホエイ＋ソイ）、ビタミン11種・ミネラル10種、乳酸菌約100億個（23種）など。
製造は日本国内のGMP認定基準をクリアした工場で行われる（公式FAQ）。

## 受賞
日経トレンディ「2023年健康ヒット商品」企画におけるジャンル別ヒット商品（食品・サプリ部門）選出
楽天ショップ・オブ・ザ・イヤー2023「新人賞」
楽天ショップ・オブ・ザ・イヤー2024「ダイエット・健康ジャンル賞」

## 企業
「mariness」ブランドはMARINESS株式会社が運営し、P2C Studio株式会社（UUUMグループ）と協働で製品開発・販売を行う。MARINESS株式会社の設立は2021年9月で、本社所在地は東京都港区。